# 第1ウクライナ戦線
第1ウクライナ戦線（ロシア語: Первый Украинский фронт）は、第二次世界大戦中のソビエト連邦赤軍の戦線（西側諸国においての軍集団規模）。

## 戦時
1943年10月20日にヴォロネジ戦線の名称が変更され、第1ウクライナ戦線に名前が変更された。この名称変更の背後には、ナチス・ドイツに対する戦役において、ついにロシアから離れウクライナに移動したということにより、赤軍が確実に西方に前進しているということを反映している。1944年から1945年の間に、ウクライナ、ポーランド、ドイツ、チェコスロバキアで戦った。
1944年中に第1ウクライナ戦線は、他の戦線と共にコルスン＝チェルカッシー攻勢及び、ウクライナのカメネツ＝ポドリスキー包囲戦に参加した。リヴィウ＝サンドミェシュ攻勢時には、第1親衛戦車軍、第3親衛戦車軍、第4戦車軍、第3親衛軍、第5親衛軍、第13軍、第38軍、第60軍を指揮下に置き戦った。その後、チェルノーポリの戦いに参加した。
1945年には入るとヴィスワ＝オーデル攻勢に参加し、シレジア攻勢とブレスラウ包囲戦、及びプラハでの戦いに参加した。また、ドイツとポーランドでのベルリン作戦にも参加した。さらにハルベ包囲の大部分を担い、この戦いによりドイツ第9軍はベルリン南部においてほぼ完全に壊滅した。この時点でポーランド第2軍は第1ウクライナ戦線の一部として作戦に参加していた。ベルリンの戦いの最後に第1ウクライナ戦線は、ベルリンと第9軍への包囲網を緩和することを目的としたヴェンク軍による反撃に対する防御を支援した。
第1ウクライナ戦線は相反していたドイツ国防軍を超え、すべての作戦で勝利した。最後に参加したプラハへの攻勢は、ヨーロッパにおける第二次世界大戦の最後の戦いだった。
戦後の第1ウクライナ戦線は、オーストリアとハンガリーに駐屯するソ連中央軍集団になり、鉄のカーテンの守護者となった。

## 司令官
- ニコライ・ヴァトゥーチン大将（1943年10月-1944年3月）
- ゲオルギー・ジューコフ元帥（1944年3月-1944年5月）
- イワン・コーネフ元帥（1944年5月-1945年5月）

## 軍
第1ウクライナ戦線を構成していた軍：
- 第13軍（1943–45年）（沿カルパチア軍管区）
- 第27軍（1943–44年）（第2ウクライナ戦線）
- 第38軍（1943–44年）（第4ウクライナ戦線）
- 第40軍（1943–44年）（第2ウクライナ戦線）
- 第47軍（1943-43年）（第2白ロシア戦線）
- 第60軍（1943–44年）（第4ウクライナ戦線）
- 第3親衛戦車軍（1943–45年）（ドイツ駐留ソ連軍）
- 第2航空軍（1943-？）？

### その後の編成
- 第5親衛軍
- ポーランド第2軍
- 第52軍
- 第4親衛戦車軍
- 第28軍
- 第31軍
- 第3親衛軍